# Catholic Herald
Le Catholic Herald est un hebdomadaire catholique créé en 1888 par Charles Diamond, basé à Londres et distribué à 21 000 exemplaires dans les paroisses londoniennes. Son rédacteur en chef est Damian Thompson.